# Kanton Metz-2
Der Kanton Metz-2 ist seit 2015 ein französischer Wahlkreis im Arrondissement Metz, im Département Moselle und in der Region Grand Est (bis Ende 2015 Lothringen).

## Geschichte
Der Kanton entstand bei der Neueinteilung der französischen Kantone im Jahr 2015. Zu seinem Gebiet gehören Viertel der Stadt Metz im Norden und Osten der Stadt.

## Lage
Der Kanton liegt in der Nordhälfte des Départements Moselle.

## Politik
Im 1. Wahlgang am 22. März 2015 erreichte keines der vier Kandidatenpaare die absolute Mehrheit. Bei der Stichwahl am 29. März 2015 gewann das Gespann Nathalie Colin-Oesterlé (UDI)/Denis Jacquat (UMP) gegen Hanifa Guermiti/Jean-Michel Toulouze (beide PS) mit einem Stimmenanteil von 53,63 % (Wahlbeteiligung:38,26 %).
| Vertreter im Departementrat des Départements | Vertreter im Departementrat des Départements | Vertreter im Departementrat des Départements |
| Amtszeit                                     | Name                                         | Partei                                       |
| -------------------------------------------- | -------------------------------------------- | -------------------------------------------- |
| 2015–                                        | Nathalie Colin-Oesterlé Denis Jacquat        | UDI UMP/LR                                   |